# Grigori Grigorjewitsch Neljubow
Grigori Grigorjewitsch Neljubow (russisch Григорий Григорьевич Нелюбов; * 31. März 1934 in Porfirjewka, Krim, RSFSR; † 18. Februar 1966 in der Nähe von Wladiwostok) war ein sowjetischer Militärpilot und Kosmonaut. Er wurde bereits 1963 aus dem sowjetischen Raumfahrt-Programm entlassen und kam nicht zu einem Weltraumflug. Neljubow war Hauptmann und Pilot bei den Sowjetischen Seefliegerkräften.
Er wurde am 7. März 1960 als einer von 20 Piloten für die erste Kosmonautengruppe der Sowjetunion ausgewählt. Als im Mai 1960 sechs Kandidaten für die ersten Flüge des Wostok-Programms nominiert wurden, gehörte Neljubow nicht dazu, rückte aber im Juli für Anatoli Kartaschow nach, der aus gesundheitlichen Gründen ausschied. Juri Gagarin, German Titow und Neljubow waren die drei ersten Kandidaten.
Für die Missionen Wostok 1 und Wostok 2 wurde Neljubow als zweiter Ersatzmann (Unterstützungsmannschaft) für Gagarin bzw. Titow ausgewählt. Für den Doppelstart von Wostok 3 und Wostok 4 wurde Neljubow nicht mehr als Ersatzmann bzw. für die Unterstützungsmannschaft nominiert.
Am 27. März 1963 wurden Neljubow, Anikejew und Filatjew betrunken wegen ordnungswidrigem Verhalten auf dem Militärflugplatz Tschkalowski verhaftet. Den Berichten zufolge waren die patrouillierenden Sicherheitskräfte bereit, über den Vorfall hinwegzusehen, wenn sich die Kosmonauten entschuldigten, doch Neljubow weigerte sich. Der Vorfall wurde den Behörden gemeldet. Da es bereits frühere Vorfälle gab, wurden alle drei Kosmonauten am 17. April 1963 (offiziell erst am 4. Mai 1963) entlassen. Neljubow war somit nie im Weltraum.
Nach der Entlassung ging er zurück zu den Flugabfangjägern nach Sibirien, trank jedoch viel und fiel in Depressionen. Er starb am 18. Februar 1966 nordwestlich von Wladiwostok, als er betrunken vor einen Zug trat. Offiziell wurde sein Tod als Selbstmord eingestuft.
Um das Ansehen des Raumfahrtprogrammes zu schützen, wurden Anstrengungen unternommen, den Grund für die Entlassung Neljubows und seinen Tod zu vertuschen. So wurde sein Bild aus den Fotos der Sechs von Sotschi entfernt, auf dem einige sowjetische Raumfahreranwärter abgebildet waren.
Im Jahr 2007 wurde vom Roskosmos-Fernsehstudio der Dokumentarfilm Er hätte der Erste sein können. Das Drama des Kosmonauten Neljubow (russisch: Он мог быть первым. Драма космонавта Нелюбова) gedreht, in dem u. a. die Witwe Neljubows zu Wort kommt.